# 孫紹祖 (正德進士)
孫紹祖（1485年—1526年），字遠宗，號我山，振武衛軍籍山西代州人，明朝政治人物。

## 生平
山西鄉試第十六名舉人。正德六年（1511年）中式辛未科會試第一百九十四名，登第二甲第一百一十三名進士。改翰林院庶吉士，八年十月授编修，十一年七月乞给假，并安葬其兄检讨孙绍先。世宗時，充《武宗实录》纂修官，嘉靖四年（1525年）六月实录修成，晋升右春坊右中允，次年卒，年四十一。

## 家族
曾祖孫材；祖父孫勝；父孫璋，貢士，贈翰林院檢討。母張氏（封孺人）。慈侍下。兄孫紹先（翰林院检讨）。弟紹文、绍魁、绍卿、绍相、绍忠、绍烈、绍哲。